# Российско-белорусская граница
Российско-белорусская граница — государственная граница между Российской Федерацией и Республикой Беларусь.
Протяжённость границы составляет 1239 километров, в том числе 857,7 км сухопутной, 362,3 км речной и 19,0 км озёрной. Через эту границу осуществляется внешняя торговля России и Беларуси.
В настоящее время пограничных пунктов и контроля на границе практически нет. Граница формально существует, но на практике её можно легко пересечь без таможенных проверок. С 1 апреля 2011 года был отменён транспортный контроль на границе. С 7 февраля 2017 года с российской стороны в целях безопасности создана пограничная зона.

## История
До 1991 года РСФСР и Белорусская ССР входили в СССР и граница между ними фактически не контролировалась. В 1990 году обе республики приняли декларации о государственном суверенитете, а в 1991 году стали независимыми государствами — Российская Федерация и Республика Беларусь, а СССР окончательно прекратил существование. С этого времени граница между бывшими союзными республиками стала границей между отдельными государствами.
20 сентября 1991 года ещё в Белорусской ССР по решению Верховного Совета РБ расположенные в республике части бывшего Краснознаменного Западного пограничного округа пограничных войск КГБ СССР были подчинены правительству республики. На тот момент охрана осуществлялась только участка границы с Польшей. В ноябре 1991 года началось развёртывание временных пунктов пропуска на границе с Литвой и Латвией. 4 ноября 1992 года Верховный Совет Республики Беларусь принял закон «О Государственной границе Республики Беларусь», а в 11 июня 1993 года административной границе был придан статус государственной границы. Затем последовало заключение межгосударственных договоров о границе, работы по делимитации и демаркации границы.
15 апреля 1994 году было подписано межправительственное соглашение о сотрудничестве по пограничным вопросам. По этому соглашению предполагалось создание на границе 25 пунктов пропуска, однако они так и не были открыты.
6 января 1995 года Российская Федерация и Республика Беларусь подписали соглашение о Таможенном союзе. После этого был отменён таможенный и пограничный контроль, обе стороны ликвидировали пограничные зоны. 26 мая 1995 года на автодороге М-1 «Беларусь» в районе погранперехода Редьки (Осинторфский сельсовет) — Красное (Краснинский район) президент Беларуси Александр Лукашенко и председатель правительства РФ Виктор Черномырдин выкопали символический пограничный столб на российско-беларуской границе и посадили берёзу, подчёркивая серьёзность намерений Минска и Москвы к интеграции.
В январе 2010 года была определена (делимитирована) точка стыка границ трёх государств: Российская Федерации, Латвии, Республики Беларусь. С 1959 года года там существует мемориальный комплекс «Курган Дружбы».
В ноябре 2013 года в ходе начатой демаркации границы Беларуси с Украиной был установлен первый пограничный знак на стыке границ Беларуси, России и Украины. С 1975 года там существует «Монумент Дружбы».

## Пограничный контроль
1 июля 1993 года согласно решению правительства Республики Беларусь ужесточился проход и проезд через границу в Россию. В 1995 году пограничный контроль на российско-белорусской границе был отменен.
В 2014 году Указом Президента Беларуси Александра Лукашенко № 433 была установлена «приграничная территория в пределах административно-территориальных единиц, примыкающих к государственной границе Республики Беларусь с Российской Федерацией».
С 7 февраля 2017 года с российской стороны ФСБ России установила режим пограничной зоны вдоль границы с Беларусью, пограничная зона затронула приграничные районы Псковской, Смоленской и Брянской областей.
29 июля 2020 года государственный секретарь Совета безопасности Республики Беларусь Равков А. А. заявил, что Беларусь существенно усилит оперативное прикрытие государственной границы, «в том числе граница с Российской Федерацией в рамках изучения обстановки, отслеживания лиц, которые пересекают государственную границу, в том числе на зелёной границе».
31 июля 2020 года к границе с российской стороны были стянуты дополнительные силы пограничной службы ФСБ России, а в пограничное управление ФСБ России по Смоленской области поступило распоряжение записывать данные граждан Беларуси, перемещаемых в обоих направлениях.

## Медвежье-Саньково
России принадлежит не связанный с основной территорией страны эксклав Медвежье-Саньково, площадью приблизительно 4,5 квадратных километра. Анклав находится внутри Добрушского района Гомельской области Беларуси.

## Пограничные области
Области Беларуси, граничащие с Россией:
- Витебская область
- Могилёвская область
- Гомельская область

 Области России, граничащие с Беларусью:
- Псковская область
- Смоленская область
- Брянская область